# Iebe Swers
 (février 2023).
Si vous disposez d'ouvrages ou d'articles de référence ou si vous connaissez des sites web de qualité traitant du thème abordé ici, merci de compléter l'article en donnant les références utiles à sa vérifiabilité et en les liant à la section « Notes et références ».
Iebe Swers, né le 27 décembre 1996 à Hasselt en Belgique, est un footballeur belge qui joue au poste de défenseur.

## Biographie

### En club
Né à Hasselt en Belgique, Iebe Swers est notamment formé par le Herk Sport Hasselt avant de poursuivre sa formation à le Saint-Trond VV. C'est avec ce club qu'il fait ses débuts en professionnel, jouant son premier match le 28 avril 2013, lors d'une rencontre de championnat face au SK Sint-Niklaas. Lors de cette rencontre, il entre au jeu à la 34e à la place de Nils Schouterden. Son équipe s'incline sur le score de trois buts à deux.
En juillet 2017, il est prêté au Lommel SK, en troisième division. À Lommel, l'entraîneur Wouter Vrancken le reconverti au poste d'arrière droit. Le 9 septembre 2017, il inscrit son premier but pour Lommel face au Patro Eisden Maasmechelen. Son équipe s'impose cinq buts à un.
En janvier 2019, le défenseur est prêté au RFC Seraing pour le reste de la saison, également en troisième division. Il joue son premier match pour les Sérésiens le 12 janvier 2019 contre le KFC Dessel Sport. Son équipe s'impose un but à zéro.
Il est transféré définitivement dans ce club en juillet 2019. 
En mai 2021, Swers, qui était en fin de contrat avec Seraing, signe un contrat de quatre saisons avec le KV Malines. Le 25 juillet 2021, le Belge joue son premier match pour le club lors d'une rencontre de championnat contre l'Antwerp. Les Malinois s'imposent sur le score de trois buts à deux.
Lors de la saison 2023-2024, il est prêté au Patro Eisden Maasmechelen, néo-promu en Challenger Pro League.